# Группа крови (пісня)
«Группа крови» (укр. Група крові) — пісня гурту «Кіно» з однойменного альбому. У плейлисті альбому займає перше місце, хоча для групи «Кіно» нехарактерно, щоб альбом починався з заголовної пісні.
Прем'єра пісні відбулася 3 червня 1987 року на V фестивалі ленінградського рок-клубу, але за розповідями очевидців, зал сприйняв пісню «холодно», може тому що всі чекали вже відомих у той час хітів. Під час виступу на фестивалі, в складі групи, разом з чотирма музикантами групи «Кіно» були їхні знайомі художники Сергій «Африка» Бугаєв за барабанами, і Андрій Крисанов з бас-гітарою. Стиль пісні наближається до готик-року. У звучанні відчувається вплив творчості гуртів Joy Division та The Sisters of Mercy.

## У записі брали участь
- Віктор Цой - спів, гітара,
- Георгій Гурянов - програмування драм-машини Yamaha RX-11, бас-гітара, бек-вокал
- Юрій Каспарян - гітара, бек-вокал
- Андрій Сігле - клавішні
- Ігор Веричев - шуми
- Ігор Тихомиров - бас-гітара

## Версії
- Існує також англомовна версія цієї пісні «Blood Type», яка увійшла до альбому «Останні записи» в 2002 році.[1]
- Пісня також записана на студії Мосфільму для озвучування фільму Голка, згодом увійшла до збірки Кино в кино.

## Саундтрек
- У відеогрі GTA IV на хвилі радіостанції Vladivostok FM (яка реально існує у Владивостоці).

## Інші виконавці
21 липня 2019 року в Москві, під час концерту в рамках світовий тур WorldWiredTour на стадіоні «Лужники», лідер групи Metallica Джеймс Гетфілд заспівав із глядачами пісню «Група крові» Віктора Цоя.